# ハーレムシェイク
ハーレム・シェイク（Harlem Shake）とは、2013年に発生したインターネット現象およびインターネットミームの一種である。または、アメリカのDJ「バウアー(en:Baauer)」が2012年に発表した曲。iTunes 及びAmazon内のMP3ダウンロードストアで
購入できる。トラック2は「Yaow!」である。

## 概要

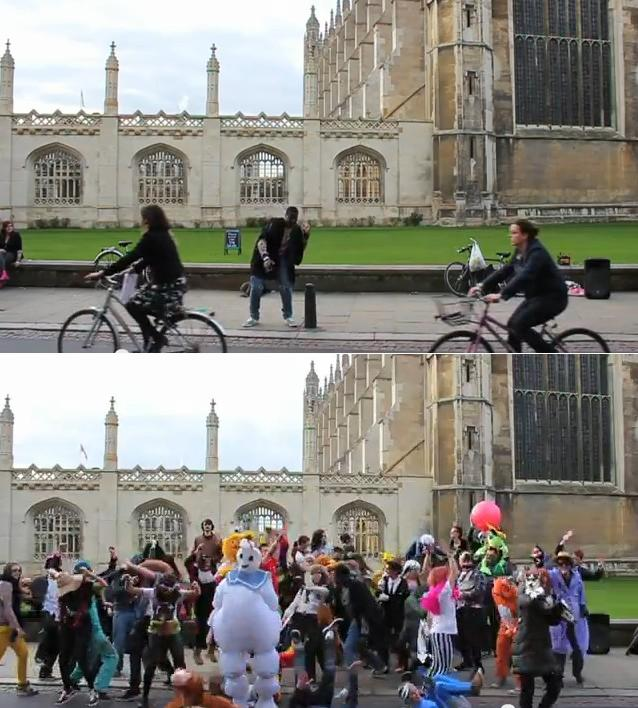
イングランドのケンブリッジで行われたハーレムシェイクの模様。

オーストラリアクイーンズランド州在住のザ・サニー・コースト・スケートという名の若者5人組が、YouTubeに動画を投稿したことがきっかけで、瞬く間に世界中で同様の動画が撮影されるようになった。ただしこの動画は、日本人とオーストラリア人のハーフであり、元YoutuberでシンガーソングライターのJoji(当時の活動名はフィルシー・フランク)の動画を真似たものである。ここでは、アメリカのバウアーが2012年に発表した楽曲「ハーレム・シェイク」を流しながら、数人が仮装して踊りを踊っている。
「ハーレム・シェイク」の動画には決まったパターンがある。序盤の15秒ほどは、ヘルメットを被るなど、奇抜な変装をした1人がゆっくりと踊り、一見穏やかな日常や風景が映し出される。「And do the Harlem Shake」のフレーズを境に、その後の15秒ほどは、同じように変装した周辺の全員が、激しく踊り狂う。
最初のハーレムシェイクが投稿されてから約2週間後の2月15日の時点で、全世界で4万個以上ものハーレムシェイク動画が投稿されている。また、1億7000万人以上が視聴しており、爆発的な大流行となっている。
オリジナル楽曲であるバウアー (Baauer)の「ハーレム・シェイク (Harlem Shake)」も、2月15日付けの米iTunesシングルチャートで1位に上り詰めた。
この現象は素人の動画にとどまらず、アメリカの有名な番組やスポーツチーム、兵隊、大企業までもが動画を制作、公開している。2013年3月1日には、FOXが『ザ・シンプソンズ』のハーレムシェイクの動画を公開した（動画：Homer Shake - YouTube）。これは『ザ・シンプソンズ』のエピソードのひとつ、「ゴージャス・グランパ」のオープニング構成が元になっており、ボーカルはオリジナルとは異なる。